# 马来西亚农业及粮食安全部
馬來西亞農業及糧食安全部（缩写为 KPKM），是马来西亚主管农业、食品工业以及粮食安全等事物的联邦政府部门，总部位于布城联邦行政中心。現任部長為哥打拉惹國會議席議員莫哈末·沙布。其前身為馬來西亞農業及食品工業部（缩写为 KPIM）。

## 组织架构
农业部长为马来西亚农业及粮食安全部的最高政务官，由马来西亚首相委任，并由1名同样为政务官的副农业部长辅助。
秘书长是马来西亚农业及粮食安全部的最高事务官，并由2名副秘书长和1名高级秘书分管大部分内设机构。
- 部长
  - 副部长
  - 秘书长
    - 副秘书长（发展）
      - 粮食安全处秘书
      - 稻米业发展处秘书
      - 食品及农产业处秘书
      - 发展处秘书
      - 农业水利及灌溉处总监

    - 副秘书长（政策）
      - 政策及战略规划处秘书
      - 产量发展及农业课程处总监
      - 国际处秘书
      - 商业及投资发展处秘书
      - 农业现代化处秘书

    - 高级秘书（管理）
      - 人力资源管理处秘书
      - 财务处秘书
      - 会计处处长
      - 信息管理处秘书
      - 行政处秘书

    - 秘书长直属
      - 法律顾问
      - 组织通讯科科长（公关科科长）
      - 内部审计科科长
      - 廉政科科长

### 附属联邦政府机构
1. 农业局（DOA）
2. 兽医服务局（DVS）
3. 渔业局（DOF）
4. 检疫及检验局（MAQIS）

### 附属法定机构
1. 马来西亚农业发展研究院
2. 农民组织局
3. 联邦农业销售局
4. 马来西亚渔业发展局
5. 慕达农业发展局
6. 马来西亚黄梨工业局
7. 格姆布农业发展局

### 附属官联公司
1. 马来西亚农业银行